# رگبار (فیلم ۲۰۱۱)
«رگبار» (انگلیسی: Cloudburst (2011 film)) فیلمی در ژانر کمدی-درام و درام است که در سال ۲۰۱۱ منتشر شد. از بازیگران آن می‌توان به المپیا دوکاکیس و برندا فریکر اشاره کرد.